# علي ميرزا
هو علي ميرزا محمود فنان قطري وممثل مسرحي وشاعر ولد في قطر مدينة الدوحة في العام 1952 للميلاد.تلقى دراسته الابتدائية والثانوية، حاصل على دبلوم الصحة العامة من المعهد الصحي، وعلى عدد من الدورات المسرحية في الإخراج والتمثيل. عمل في السابق مفتشاً صحياً بوزارة الصحة العامة، وعمل أيضا بوزارة الإعلام والثقافة، وفي التلفزيون القطري رئيساً لقسم النصوص. ورئيسا لفرقة المسرح القطري. كما قام بإخراج العديد من المسرحيات، وشارك في مهرجانات شعرية خليجية وعربية. نشر العديد من قصائده في المجلات والصحف المحلية مثل: الراية، والعرب، والعروبة، وأخبار الأسبوع والتي تصدر من قطر.

## التعليم
تلقى علي ميرزا تعليمه الابتدائي في مدرسة خالد بن الوليد والمرحلة الإعدادية بمدرسة الدوحة الإعدادية، وبعدها خاض مجال الصحة فحصل على دبلوم عال في العلوم الصحية عام 1972 من المعهد الصحي بإشراف الهيئة العالمية للصحة في قطر. وخلال هذه المراحل التعليمية، عشق علي ميرزا حب القراءة خاصة الصحف والمجالات، فكان يقرأ إصدارات جريدتي الأهرام والأخبار المصريتين، والتي كونت فيه ملكة أدبية وإبداعية.

## أعماله الفنية
المسلسلات
| سنه الإنتاج | المسلسل                   | بمشاركة |
| ----------- | ------------------------- | --- |
| 1980        | يوميات عائلة              | علي حسن، سيار الكواري، سليمة خضير                                                                                             |
| 1981        | العرندس                   | غانم السليطي، جمال إسماعيل |
| 1983        | حكايات صلبوخ              | غانم السليطي، عبد العزيز الجاسم، هدية سعيد                                                                                    |
| 1985        | الدالوب                   | هلال محمد، صلاح الملا، عبد الله أحمد، عبد الله غيفان                                                                          |
| 1986        | بنات الفريج               | غازي حسين، عبدالعزيز السميح، جبر الفياض، مريم الصالح، باسمة حمادة، سناء يونس فالح فايز، سعد بورشيد، عائشة إبراهيم، أحلام محمد |
| 1986        | قلعة الشطار               | فالح فايز، جبر الفياض، خالد الحمادي                                                                                           |
| 1987        | مصرع المتنبي              | عبد الله غيث |
| 1987        | زهرة الجبل                | علي حسن، علي سلطان، جبر الفياض، سعد بورشيد                                                                                    |
| 1987        | مهموم عايش فرحان          | سيار الكواري، هلال محمد |
| 1991        | ايام العمر                | علي حسن، جبر الفياض، غازي حسين، هدية سعيد                                                                                     |
| 1992        | الحضارة العربية الإسلامية | محمد المنصور، مديحة حمدي، فاطمة التابعى                                                                                       |
| 1992        | حلم شهريار                | علي حسن، هدى حسين |
| 1994/1993   | السر في بير               | سيار الكواري، عبد العزيز جاسم، سميرة أحمد                                                                                     |
| 1994        | عفوا سيدي الوالد          | غازي حسين، عبد العزيز جاسم، هدية سعيد، هدى حسين، سحر حسين                                                                     |
| 1994        | صار وش وكان               | هدى حسين، سيار الكواري |
| 1995        | عيني يابحر                | غازي حسين، هدية سعيد |
| 1996        | نأسف لهذا الخلل           | غازي حسين، هدى حسين، هدية سعيد، سعد بورشيد                                                                                    |
| 1997        | حتى اشعار اخر             | عبد العزيز جاسم، هدى حسين |
| 1997        | جميلة                     | غازي حسين، هدى حسين |
| 1997        | في حادثة الساحل           | جمعة هيكل، بلال عبدالله، إبراهيم الزدجالي                                                                                     |
| 1999        | حكايات شعبية              | ناصر المؤمن، سعد بخيت، زينب العسكري                                                                                           |
| 1999        | السدرة                    | هلال محمد، هدية سعيد |
| 2001        | درب الخطايا               | جاسم الأنصاري، سحر حسين، لطيفة المجرن، فخرية خميس                                                                             |
| 2003        | صرخة يتيم                 | شمعة محمد، سعيد قريش، جعفر الغريب                                                                                             |
| 2005        | آخر أيام اليمامة          | صبا مبارك، غسان مسعود، زهير النوباني                                                                                          |
| 2005        | سوالف دنيا                | غانم السليطي، غانم الصالح، صلاح الملا                                                                                         |
| 2009        | قلوب للإيجار              | عبد العزيز الجاسم، غازي حسين، باسمة حمادة                                                                                     |
| 2012        | خادمة القوم               | هدى حسين، جاسم النبهان، جاسم الأنصاري، إبراهيم الحربي، عبير الجندي، حسن البلام، منى شداد، منى حسين                            |
| 2012        | لعبة المراة رجل           | ميساء مغربي، إبراهيم الحربي، يعقوب الفرحان، إبراهيم الزدجالي، أميرة محمد                                                      |
| 2013        | محال                      | جاسم النبهان، محمود بوشهري، شهد الياسين                                                                                       |
| 2014        | حب ولكن                   | صلاح الملا، خالد أمين، هدية سعيد                                                                                              |

المسرحيات
| سنه الإنتاج | المسرحية                   | بمشاركة                                                             |
| ----------- | -------------------------- | ------------------------------------------------------------------- |
| 1969        | الدكتور بوعلوص             | موسى عبد الرحمن، يعقوب الماص، سالم ماجد                             |
| 1974        | مرة وبس                    | هلال محمد، علي حسن، زينة علي                                        |
| 1975        | أم الزين                   | سعاد عبد الله، غانم المهندي، محمد بوجسوم                            |
| 1976        | هوبيل يالمال               | هلال محمد، علي حسن                                                  |
| 1976        | باقي الوصية                | علي حسن، غانم المهندي، غازي حسين، صلاح درويش                        |
| 1977        | الجريمة                    | غازي حسين                                                           |
| 1978        | المغني والاميرة            | محمد بوجسوم، محمد البلم، سلوى عبدالله، فالح فايز                    |
| 1979        | رحلة جحا إلى جزيرة النزهاء | فالح فايز، غانم السليطي، غازي حسين، علي حسن، عبد العزيز الجاسم      |
| 1982        | ولكنه تركها تموت           | وداد الكواري، عبد الله أحمد                                         |
| 1983        | خال الكلفس                 | علي حسن                                                             |
| 1983        | مات بطلا                   | غازي حسين                                                           |
| 1984        | عندما يكون غداً             | منى واصف، سيار الكواري                                              |
| 1985        | المتراشقون                 | غانم السليطي، غازي حسين، عبد العزيز جاسم، عبد الله أحمد، صلاح الملا |
| 1986        | البحر والرجال              | صلاح الملا                                                          |
| 1988        | الزملاء الثلاثة            |                                                                     |
| 1990        | عذابات احمد بن ماجد        | باسمة حمادة                                                         |
| 1994        | قطعة وطن على شاطئ قديم     | هدى حسين                                                            |
| 1995        | مظلوم ظلم مظلوم            | علي حسن، هدى حسين، هدية سعيد                                        |
| 1995        | الكمامة                    | جاسم الأنصاري، هدية سعيد                                            |
| 1998        | أحدب نوتردام               | ناصر عبد الرضا                                                      |
| 2010        | مجاريح                     | عبد الله أحمد، عبد الله سويد، محمد الصايغ                           |
| 2013        | المحنة                     | فاطمة الشروقي                                                       |

## دواوينه الشعرية
أماني في زمان الصمت (بالعامية) 1980 -
من أحلام اليقظة 1982 - الرحيل في عيون الذكريات.
أم الفواجع (2011)

## من قصائده
إلى من أشتكي فيما أُعَانِي? ___ومن يُعطي فَمًا حُرّاً لِسَانِي
إذا أشكو، فقط أشكو لنفسي _وإن أَبْكِ أنا أبكي زماني _
زماني كلما ألقى طريق _به أمشي أراني في مكاني __
وخلفي منه تمتد الأيادي _وقدّامي أرى عينا تراني

## جوائز
حصل علي ميرزا على عدد من الجوائز في حايته المهنية، من بينها جائزة أفضل ممثل في الدورة الأولى لمسابقة مهرجان الدوحة المسرحي عام 1982. وفي عام 2013، حاز جائزة العنقاء الذهبية للثقافة والفنون والآداب، كما حصل على جائزتي أفضل ممثل مسرحي دور ثان وجائزة الممثل المسرحي العربي بدولة الإمارات العربية في عام 2014.